# Serie Secreto
La Serie Secreto es una colección de libros juveniles publicados por la escritora inglesa Enid Blyton. Los libros relatan las trepidantes andanzas de unos niños siempre en camino hacia la aventura: Nora, Peggy, Paul, Mike y Jack, un grupo solidario que todo lo realiza en equipo. 

## La Colección
Los chicos resuelven con inteligencia y humor las situaciones más imprevistas.  
Los 5 títulos que integran la colección son:
- El secreto de la isla(The secret island, 1938)
- El secreto de las cuevas de Spiggy (The secret of Spiggy Holes, 1940)
- El secreto de la montaña (The secret mountain, 1941)
- El secreto de Killimooin (The secret of Killimooin, 1943)
- El secreto del Castillo de la Luna (The secret of Moon Castle, 1953)

Al inicio del primer libro, Peggy, Nora y Mike (hijos de un ingeniero aeronáutico, desaparecido años atrás junto con su esposa en un vuelo de prueba) son explotados y maltratados por sus tíos granjeros; y su vecino Jack, crecido en un entorno muy humilde, es abandonado repentinamente por su despegado abuelo. Capitaneados por el inteligente y práctico Jack, los cuatro niños, más una vaca y varias gallinas, se esconden en una islita de las cercanías, donde viven seis meses espartana pero felizmente gracias a una organización digna de Robinsón Crusoe, aprendiendo gradualmente a componérselas y solucionando problemas según se presentan. Para conseguir dinero y adquirir artículos necesarios, Jack se acerca semanalmente a un mercado de la orilla, donde vende productos cultivados por ellos mismos; hasta que se topa con un policía que los está buscando, y logra escapar por los pelos. Aterrados, los chicos deciden no moverse más de la isla e incluso diseñan un plan de ocultación que, en efecto, engañará a sus perseguidores. Ya en vísperas de Navidad, Jack se escabulle en secreto a la ciudad para comprar regalos y golosinas a sus amigos, y allí se entera casualmente de que los padres de Peggy, Nora y Mike reaparecieron poco después de la fuga de los muchachos, y están desesperados intentando hallar a sus hijos. Sobra añadir que, una vez reunida, la familia adoptará a Jack.
Los demás tomos poseen menos originalidad y no se parecen en nada al inicial. Los cuatro hermanos pronto trabarán amistad con Paul, muchacho de su edad y príncipe de la imaginaria Baronia, y en su compañía vivirán, por cada libro, una experiencia más similar a las de la serie Aventura.
En Inglaterra en 2009 el autor Trevor J. Bolton escribió un sexto volumen para la colección, titulado The secret Valley (que siguiendo los otros títulos sería en español El secreto del valle), que no ha sido publicado en España. Aunque suele incluirse como parte de una colección titulada «El secreto de Cliff Castle», se trata de un error, ya que este libro narra las aventuras vividas por dos hermanos y su primo en un castillo llamado «el castillo del Acantilado». En el sitio web de la Enid Blyton Society puede comprobarse que la colección «Secreto» sólo está formada por los cinco libros referidos.